# Кане, Алессандро
Алессандро Кане (итал. Alessandro Cane) (4 ноября 1945, Рива-дель-Гарда — 23 сентября 2010, Рим) — итальянский телевизионный режиссёр.

## Биография
В начале карьеры был актёром. Затем занялся режиссурой на телевидении, с 1970 до 2008 года поставил более полутора десятка фильмов и сериалов.

## Избранная фильмография

### Режиссёр
- Паутина (1991)
- Паутина 2 (1993)
- Страсти по-итальянски (1998 — 2008)
- Карабинеры (2002 — 2008)

### Актёр
- Партнёр (фильм, 1968)
- Каннибалы (фильм, 1970)